# Prix littéraires du Gouverneur général 1948
Liste des Prix littéraires du Gouverneur général pour 1948, chacun suivi du gagnant.

## Anglais
- Prix du Gouverneur général : romans et nouvelles de langue anglaise : Hugh MacLennan, The Precipice.
- Prix du Gouverneur général : poésie ou théâtre de langue anglaise : A.M. Klein, The Rocking Chair and Other Poems.
- Prix du Gouverneur général : études et essais de langue anglaise : Thomas H. Raddall, Halifax, Warden of the North et C.P. Stacey, The Canadian Army, 1939-1945.